# Лысак, Ольга Валерьевна
Ольга Валерьевна Лысак (род. 9 июня 1973, Еманжелинск, Челябинская область) — российская актриса театра и кино, театральный режиссёр, театральный педагог.

## Биография
Родилась 9 июня 1973 года в Еманжелинске.
В 1993 году окончила Челябинскую академию искусств. В 1997 году окончила РАТИ (ГИТИС) (курс Алексея Бородина). В 2002 году окончила аспирантуру РАТИ (ГИТИС).
С 1995 года — актриса Российского академического молодёжного театра.
Как эксперт и режиссёр принимает участие во множестве фестивалей и театральных лабораторий, среди которых фестиваль «Любимовка», «Новая пьеса», «Премьера.txt», «Действующие лица», семинарах Союза Театральных Деятелей РФ и др.

## Личная жизнь
- первый муж — актёр Михаил Полицеймако, сын — Никита Полицеймако (род. 28 сентября 2001). С первым мужем отношения не сложились. Сын в 14 лет переехал жить к отцу[9].

## Избранные режиссерские работы

### Театр.doc
2018 – «Разбор вещей» (по повести Михаила Угарова)
2016 – «Разорвите нашу связь» (совместно с Еленой Греминой)
2009 – «Истребление» (драматург Ксения Драгунская)
2006 – «Шесть пьес», совместный проект Театра.doc и Центра им. Мейерхольда по текстам Линор Горалик и Станислава Львовского
2005 – «Красавицы.Verbatim» (драматурги Владимира Забалуев и Алексея Зензинова)

## Актерские работы в театре

### Российский академический молодежный театр
«Ромео и Джульетта», госпожа Витрувио
«Здесь живут люди», Милли
«Принц и нищий», Черная Бэсс, придворная
«Таня», Анка
«Самая лёгкая лодка в мире»,  Макариха
«Роман с кокаином», Китти
«Незнайка-путешественник», Самоцветик-нянечка
«Маленький лорд Фаунтлерой», Гостья
«Жили-были...», Мать Хопса
«Дневник Анны Франк», госпожа Ван Даан

### Театр.doc
«Третьеклассник Алеша», режиссер Галина Синькина
«Трезвый PR», режиссер Ольга Дарфи
«1612», реж. Михаил Угаров
«Синий слесарь», реж. Михаил Угаров
«Час 18», реж. Михаил Угаров
«Разорвите нашу связь», реж. Елена Гремина, Ольга Лысак
«Правозащитники», реж. Елена Гремина

## Фильмография
- 2018 — «Хор» (реж. Алёна Райнер) — Серафима
- 2016 — «Петрушка» (реж. В. Мирзоев) — мать[29]
- 2015 — «Её звали Му-му» (реж. В. Мирзоев) — агент
- 2011 — «Здесь кончается синее море» (реж. А. Баранов) — Наталья
- 2011 — «Только ты» (реж. А. Семёнова) — Клава
- 2011 — «Краткий курс счастливой жизни» (реж. В. Германика) — Елена[3]
- 2010 — «Кармелита» — Марго[3]
- 2009 — «Защита» — Соня
- 2008 — «Человек, который знал всё» (реж. В. Мирзоев) — Анжела
- 2006 — «Усадьба» (реж. Л. Квенихидзе)
- 2006 — «Капитанские дети» (реж. В. Никифоров) — Люся
- 2006 — «Громовы» (реж. А. Баранов) — Лариса
- 2006 — «Против течения» (реж. В. Матешко)
- 2005 — «Кармелита» — Марго
- 2005 — «Мур есть мур» (реж. Д. Брусникин) — Маня
- 2005 — «Узкий мост»
- 2004 — «Московская сага»
- 2004 — «История женщины» (реж. Ю. А. Кузьменко) — Софочка
- 2004 — «Дети Арбата» (реж. А. Эшпай) — Малькова
- 2004 — «Конь бледный» (реж. К. Шахназаров)
- 2004 — «Бомба для невесты» (реж. А. И. Павловский)
- 2003 — «Ключи от бездны» (реж. С. В. Русаков) — вдова
- 2003 — «Лучший город земли» (реж. А. Л. Аравин) — бригадирша
- 2003 — «Скорая помощь» (реж. Г. Каюмов) — Наташа
- 2003 — «Спас под берёзами» (серия «Вместе с Юркой»; реж. Л. Д. Эйтлин) — главная роль
- 2003 — «Русские амазонки» (реж. И. Ш. Фридберг)
- 2002 — «Всё, что ты любишь» (реж. А.Л. Аравин)
- 2001 — «Наследницы» (реж. И. Ишмухаметов)
- 2001 — «Главные роли» (реж. В. Я. Плоткин) — Наташа
- 2001 — «На углу у Патриарших» (реж. В. К. Дербенёв) — госпожа Блинова
- 2001 — «Дальнобойщики» (реж. Ю. А. Кузьменко) — Алёна
- 2000 — «ДМБ» (реж. Р. Р. Качанов) — прапорщица[30]